# Meer van Tetegem
Het Meer van Tetegem (Frans: Lac de Téteghem) is een natuur- en recreatiegebied in de tot het Noorderdepartement behorende plaats Tetegem.
Het gebied omvat 200 ha, waarvan 35 ha wateroppervlak. Er zijn wandel-, ruiter- en terreinfietsroutes, picknickplaatsen, uitzichtpunten en dergelijke. Ook zijn er gebieden waarin het oorspronkelijke natuurlijke milieu wordt hersteld.
Het gebied werd geopend op 29 juni 2019.